# كهف هوانسون
كهف هوانسون (환선굴) هو كهف يقع في مقاطعة غانغوون، كوريا الجنوبية. إنه أحد أكبر الكهوف الجيرية في آسيا، وأكبر الكهوف في كوريا، حيث يبلغ طوله 6.2 كيلومترًا من الممرات المعروفة وإجمالي مشتبه به 8 كيلومترات، ويزور 1.6 كيلومترًا منها أكثر من مليون شخص سنويًا. في عام 1966، حددت حكومة كوريا الجنوبية هذا الكهف والكهف المجاور كهف غوانيوم (관음굴)، النصب التذكاري الوطني 178، أنهما كهفان ليسا مفتوحان للجمهور. تم افتتاح هوانسونغول للجمهور في عام 1997.

## وصلات خارجية
- Visit Korea profile